# I. Emund svéd király
I. Emund Ringsson (? – 950 k.) svéd király 940-től haláláig.
Hring király fiaként született, és testvérével, V. Erikkel együtt uralkodott.

## Fordítás
- Ez a szócikk részben vagy egészben  az   Emund I Ringsson című portugál Wikipédia-szócikk fordításán alapul.  Az eredeti cikk szerkesztőit annak laptörténete sorolja fel. Ez a jelzés csupán a megfogalmazás eredetét és a szerzői jogokat jelzi, nem szolgál a cikkben szereplő információk forrásmegjelöléseként.

| Előző uralkodó: Hring | Svédország uralkodója 940 – 950 V. Erikkel együtt | Következő uralkodó: II. Emund |